# Anton Cleve (Amtmann, 1789)
Anton Friedrich Heinrich Ludwig Cleve (* 22. Februar 1789 in Fredelsloh; † 11. Mai 1848 in Ohlhof bei Goslar) war ein deutscher Verwaltungsjurist und Landwirt.

## Leben
Anton Cleve war der älteste Sohn des Klosteramtmanns in Fredelsloh und späteren Gutspächters in Wülfinghausen (Kreis Springe) und Gutsbesitzers von Astfeld Anton Friedrich Carl Cleve (1755–1823, Enkel des Anton Caspar Christop Cleve) und seiner ersten Ehefrau Felicitas Caroline Augusta geb. Breymann (1766–1789) aus Hakenstedt, welche im Wochenbett verstarb. 
Cleve studierte ab 1808 Rechtswissenschaften an der Universität Göttingen. Am 18. Januar gehörte er zu den Stiftern des Corps Hannovera Göttingen. Nach der Gendarmen-Affäre wechselte er zum Wintersemester 1809/1810 an die Universität Heidelberg und wurde im März 1810 Stifter und erster Consenior des Corps Hannovera Heidelberg. Seitens der Universität Heidelberg wurde er im Spätsommer 1810 wegen Tumulten mit dem Corps Vandalia I Heidelberg relegiert.
Er kämpfte als Befreiungskämpfer in der Schlacht bei Waterloo. Cleve trat in den hannoverschen Verwaltungsdienst ein und wurde Amtmann im Amt Coppenbrügge und Gutspächter in Ohlhof. 
Cleve heiratete in erster Ehe 1812 in Holzminden Charlotte Louise Dorothea geb. Weland (1789–1819) aus Braunschweig. Aus dieser Ehe gingen zwei Töchter hervor. In zweiter Ehe heiratete er 1824 in Goslar Johanna Henriette Wilhelmine Siemens (1787–1840), eine Cousine von Christian Ferdinand Siemens, und hatte mit dieser eine weitere Tochter. 
Der Amtmann Carl Cleve war sein Halbbruder.

## Auszeichnungen
- Waterloo-Medaille